# Mortadella di fegato della Valsassina
La mortadella di fegato della Valsassina è un insaccato tradizionalmente prodotto nel territorio della comunità montana Valsassina Valvarrone Val d'Esino e Riviera.
Si ottiene miscelando carni diverse (fegato, ritagli magri di suino, pancetta e triti di banco) unitamente a spezie e vino rosso. Si distingue per la tipica forma a zucca e per il colore rosso scuro.
Il sapore è tipicamente dolce ed aromatico, con un odore di fegato che persiste anche dopo la breve stagionatura.